# Тарасівська сільська рада (Тлумацький район)
| Тарасівська сільська рада — колишній орган місцевого самоврядування у Тлумацькому районі Івано-Франківської області з адміністративним центром у с. Тарасівка. Утворена 13 березня 1992 року. Сільській раді підпорядковані населені пункти: - с. Тарасівка |

## Склад ради
Рада складається з 15 депутатів та голови.

### Керівний склад ради
| ПІБ                     | Основні відомості                                                                      | Дата обрання | Дата звільнення |
| ----------------------- | -------------------------------------------------------------------------------------- | ------------ | --------------- |
| Іванків Марія Йосипівна | Сільський голова, 1959 року народження, освіта                                         | 26.03.2006   | 31.10.2010      |
| Куцик Олег Павлович     | Сільський голова, 1976 року народження, освіта вища, член Народно-демократичної партії | 31.10.2010   |                 |

Примітка: таблиця складена за даними джерела